# First Kid - Una peste alla Casa Bianca
First Kid - Una peste alla Casa Bianca (First Kid) è un film statunitense del 1996 diretto da David Mickey Evans.

## Trama
Sam Simms è un agente dei Servizi segreti, agente assegnato dal suo superiore Wilkes per proteggere il figlio del presidente Paul Davenport, Luke Davenport di 13 anni, dopo che l'agente Woods è stato licenziato per aver maltrattato Luke davanti alle telecamere dei media. Simms vede questo incarico, come una possibile chance per proteggere il presidente. Egli non riesce a comunicare con il ragazzo in un primo momento, e Luke continua a comportarsi male, tra cui un incidente in cui il suo serpente domestico entra in un partito della Casa Bianca. Dopo aver visto Luke picchiato dal bullo della scuola Rob, Simms si sente dispiaciuto ricordando la perdita di suo padre in Vietnam e alla fine diventano amici. Egli si impegna a far sgattaiolare Luke contro la volontà del capo della sicurezza Morton per insegnargli a combattere.
Nel frattempo, Luke invita Katie al ballo della scuola con l'aiuto di Simms. La notte del ballo, uno zaino viene lasciato al di fuori della Casa Bianca e Luke non può andarci a causa del rischio per la sicurezza, anche se i suoi genitori gli hanno dato il permesso. Simms lo porta al ballo rompendo ancora una volta le regole. Lì, Rob cerca di attaccare Luke di nuovo mentre Simms è distratto, ma questa volta Luke lo mette giù.
Dopo di che, gli agenti dei servizi segreti recuperano Luke e Simms viene licenziato e non ha permesso di parlare con Luke. Luke riceve consigli da un amico in linea, Mongoose12, su come fuggire dalla Casa Bianca e incontrarlo in un centro commerciale locale per togliergli il dispositivo homing dal braccio. Luke accetta ma scopre che Mongoose12 è in realtà l'ex agente Woods, che lo rapisce. Simms con l'aiuto di un amico, rintraccia Luke al centro commerciale. In una situazione di stallo, Woods dice a Simms che stava cercando di tornare al suo lavoro e poter essere un eroe ottenendo di nuovo il posto. Questi accusa Luke di avergli fatto perdere il lavoro e sua moglie e tenta di sparare a Simms ma viene steso da quest'ultimo con un destro. Infine cerca di sparare a Luke con un'altra pistola, ma Simms si sacrifica ricevendo una pallottola nel braccio, mentre Woods viene arrestato dagli agenti dei servizi segreti per rapimento, aggressione, incendio doloso e tentato omicidio.
A Simms viene offerto di proteggere il Presidente che rifiuta per rimanere con l'insegnante di biologia di Luke. Luke sollevato dalla sua ultima punizione, mentre gioca a hockey con gli amici, colpisce in fronte Simms che lo insegue.

## Produzione

### Luoghi delle riprese
È stato girato in gran parte a Richmond. Le scene centro commerciale sono state girate presso il Tysons Gallery di Tysons Corner, in Virginia. Alcune scene sono state girate a St. Scuola di Caterina, Richmond, Virginia. La scena della danza è stato girato a Harry F Scuola Media Byrd a Richmond per il logo dei senatori sui muri palestra e il pavimento.

### Cameo
Nel film compare Sonny Bono, che, al momento dell'uscita del film, serviva nella Camera dei Rappresentanti degli Stati Uniti. Sonny è un membro del Congresso che viene alla Casa Bianca per visitare il presidente. Simms si imbatte in lui fuori dello Studio Ovale.

## Distribuzione
Negli Stati Uniti è uscito nelle sale cinematografiche il 30 agosto 1996. In Italia, invece, è uscito nel mese di ottobre.

### Versione italiana
La direzione del doppiaggio italiano è di Sandro Acerbo, su testi a cura di Marco Mete, per conto della SEFIT-CDC.

## Accoglienza

### Incassi
Il film ha debuttato al No.3

### Critica
Rotten Tomatoes dà al film un punteggio del 23% sulla base delle recensioni da 13 critici.